# 蝦餃

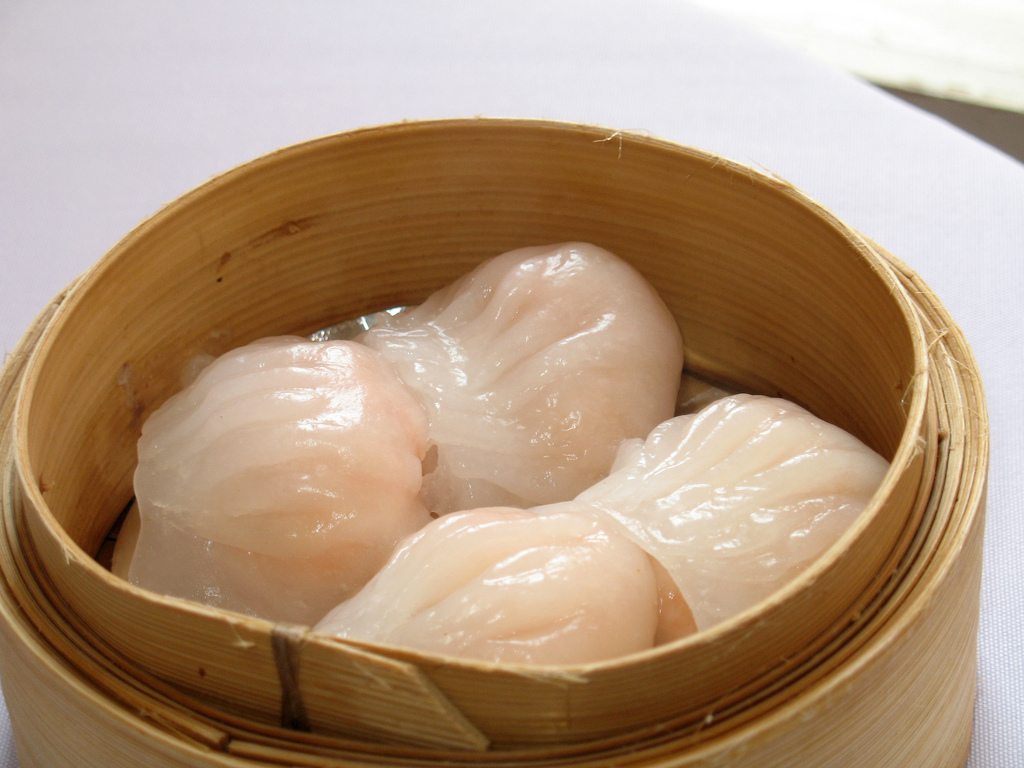
一籠蝦餃

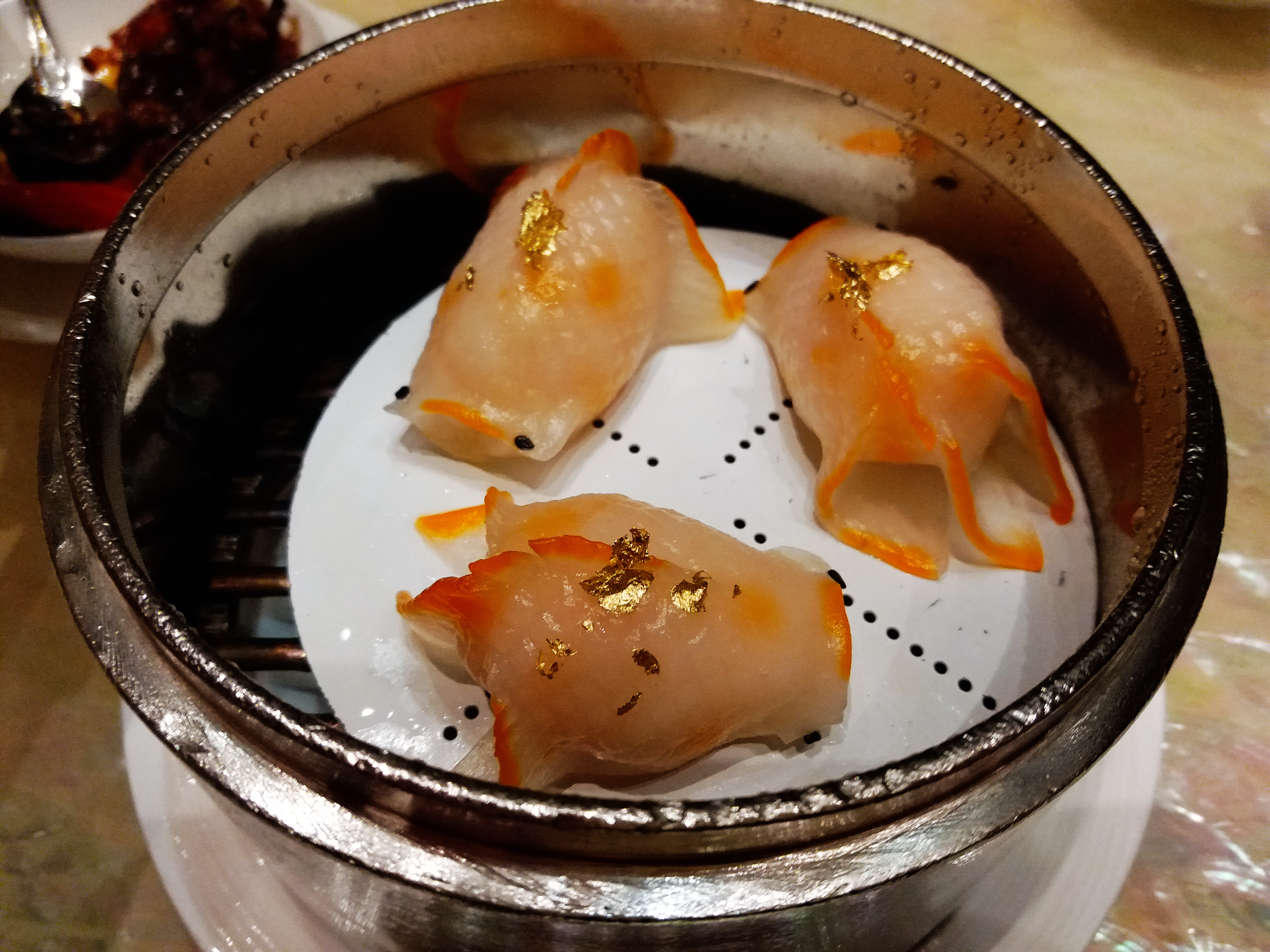
金魚造型的蝦餃

蝦餃，又稱水晶蝦餃，在廣東省以外的地區又可稱為港式蒸餃、廣式蒸餃，是一種以透明澄麵皮包裹一至兩隻蝦的蒸餃菜，份量大小多以一口為限。
常见的蝦餃是半月形、表面似蜘蛛肚的，約有十三褶。传统广式西关蝦饺餡料有河蝦、肥豬肉、韭黄，而且必须是十三褶半，港式多简化要求，改为海蝦、笋及半肥瘦猪肉，褶数由九至十三褶不等，当中世有些标称有些不計較成本讓人覺得超值的是純龙蝦肉、鹅肝醤的蝦餃。優質美味的蝦餃一定要皮薄而軟，如果餃皮必须是有弹性兼半透明；蝦肉要爽口彈牙，餃內有少量汁液，全隻餃則要夠熱為最佳。

## 起源
蝦餃起源自廣東順德。最早的蝦餃被稱為“五鳳鮮蝦餃”，誕生時間在1920年至1930年之間。

## 外部連結
- 蝦餃食譜